# Marcin Kwit
Marcin Kwit – polski chemik, dr hab. nauk chemicznych, profesor nadzwyczajny Zakładu Stereochemii Organicznej Wydziału Chemii Uniwersytetu im. Adama Mickiewicza w Poznaniu.

## Życiorys
Studiował chemię na Wydziale Chemii Uniwersytetu im. Adama Mickiewicza w Poznaniu.  16 maja 2003 obronił pracę doktorską pt. Chiralne struktury z DACH-em: synteza i charakterystyka spektroskopowa, otrzymując doktorat, a 24 lutego 2012 uzyskał stopień doktora habilitowanego w zakresie nauk chemicznych na podstawie rozprawy zatytułowanej  Oznaczenia konfiguracji absolutnej związków konformacyjnie labilnych.
Został zatrudniony na stanowisku adiunkta w Pracowni Stereochemii Organicznej Wydziału Chemii Uniwersytetu im. Adama Mickiewicza w Poznaniu, a potem otrzymał nominację na profesora nadzwyczajnego w Zakładzie Stereochemii Organicznej Wydziału Chemii Uniwersytetu im. Adama Mickiewicza w Poznaniu.

## Wybrane publikacje
- 2005: Rhombimines-Cyclic Tetraimines of trans-1,2-Diaminocyclohexane Shaped by the Diaryl Ether Structural Motif[1]
- 2008: Structure-chiroptical properties relationship in clavams: An experimental and theoretical study[1]
- 2014: Structure - chiroptical properties relationship of cisoid enones with an α-methylenecyclopentanone unit[1]
- 2016: Chiral, triformylphenol-derived salen-type [4+6] organic cages[1]
- 2016: Readily prepared inclusion forming chiral calixsalens[1]
- 2018: Awkwardly-shaped dimers, capsules and tetramers - molecular and supramolecular motifs in C5-arylated chiral calixsalens[1]